# Arie Kater
Arie Kater (Amsterdam, 17 mei 1922 - aldaar, 24 december 1977) was een Nederlands kunstschilder, aquarellist en docent
Tijdens de Tweede Wereldoorlog werkte hij overdag in de grafische sector. Daarnaast schilderde hij 's avonds aan de Rijksakademie van Beeldende Kunsten te Amsterdam. Na de oorlog maakte hij aanvankelijk naam als illustrator maar al gauw werd hij een veelgevraagd portretschilder. Zijn bekendste portretten zijn die van de acteur Ko van Dijk, minister-president Cals en de kunstverzamelaar Chr. P. van Eeghen. Daarnaast schilderde hij vele zelfportretten en vrouwelijke naakten, vaak in combinatie met elkaar.
In 1952 ontving hij de Koninklijke Subsidie voor de Schilderkunst.
Galerie Spiegeling Art in Amsterdam heeft werk van Arie Kater in de collectie en ook is zijn werk aanwezig in de collectie van Museum Henriette Polak te Zutphen en van het Rijksprentenkabinet.
Kleindochter Nova van Dijk maakte in 2009 een documentaire over haar grootvader, zijn overgave aan koning alcohol en zijn tijd: Arie Kater - De kater komt later.